# 山姆·湯普森
山繆爾·路德·湯普森（英語：Samuel Luther "Big Sam" Thompson，1860年3月5日—1922年11月7日），綽號「大山姆」，為前美國職棒大聯盟的右外野手，生涯曾效力於狼獾、貴格會(今費城人)與老虎等隊。他在1974年成功入選美國棒球名人堂。
湯普森生涯打擊率高達3成31，他在1410場比賽內打回1305分打點，至今仍是大聯盟平均單場打點數(0.923)的紀錄保持人。1887年，他僅出賽127場比賽就打回166分打點。這項紀錄一直到1921年才被貝比·魯斯打破(他出賽152場比賽打回168分打點)。1894年8月，湯普森單月打回61分打點，至今仍是大聯盟單月打點紀錄。1889年，他成為大聯盟首位達成單季20轟與20盜的選手。

## 職業生涯

### 底特律狼獾
1885年，西部聯盟解散。後來湯普森加入底特律狼獾，球隊在湯普森的加入後於13場比賽中贏下12場。儘管湯普森只參與下半季的比賽，但他仍繳出3成03的打擊率，並敲出7轟與9支三壘安打，另外他還送出24次外野助殺。
1886年，球隊老闆大手筆簽下丹·布魯瑟茲、迪肯·懷特、Hardy Richardson和Jack Rowe。四人成為當時聯盟的四巨頭。左投Lady Baldwin在這年拿下42勝，寫下左投史上單季最多勝的紀錄。湯普森在這年繳出3成10的打擊率，並敲出8轟、89分打點與13支三壘安打。儘管狼獾拿下87勝36敗，但在聯盟排名還是只有第二，僅次於芝加哥白長襪。
1887年，湯普森以3成72的打擊率拿下聯盟打擊王頭銜，另外他敲出166分打點也寫下當時的聯盟紀錄。這年他敲出203支安打和23支三壘安打。5月7日，他成為大聯盟唯一一位單場兩次在滿壘敲出三壘安打的選手。這年狼獾拿下79勝45敗，並和布朗隊進行15場的世界大賽。湯普森在系列賽都有出場，並繳出3成62的打擊率，還敲出2轟與7分打點。最後狼獾拿下10勝5敗獲得冠軍。
1888年，湯普森因手臂疲勞導致出賽數銳減，打擊表現也隨之下滑。這年他的打擊率為2成82，球隊只拿下68勝63敗。因為許多球員的薪資過高，狼獾也在這年球季結束後破產解散。

### 費城費城人
1888年10月16日，湯普森與貴格會簽下5000美元的合約。他在第一年就繳出2成96的打擊率，還敲出生涯新高的20轟。這年他也成為大聯盟首位敲出20轟與20盜的選手。1890年，他繳出3成13的打擊率，並敲出聯盟最多的172支安打。他在費城人的前四年，壘打數和打點都是全隊最多。他也因為費城人主場外野小的優勢，在1891年送出生涯新高的單季32次外野助殺。但他的好表現仍不足以讓費城人成為一支冠軍勁旅。
1893年到1895年間，湯普森繳出3成90的打擊率，平均每年能敲出207支安打與24次盜壘成功。單季被三振數更是只有14次，但是費城人的戰績還是沒有起色。
1896年，這是36歲的湯普森的最後一個完整賽季。這年他的打擊率為2成98，並打回100分打點。根據棒球記者的記載，湯普森仍是聯盟中跑步最快的球員。但是費城人只拿下62勝68敗。
1897年，湯普森整季因傷只出賽3場比賽。有傳聞指出湯普森因為和新任總教練George Stallings不合才導致出賽數這麼少，最終球隊只有55勝77敗。
1898年，湯普森這年繳出3成49的打擊率，並敲出1轟與15分打點。他在球季結束後閃電宣布退休，雖然湯普森本人說是因為思鄉加上傷勢而決定退休，但不少人認為是他和總教練的摩擦加劇才讓湯普森決定退休。

### 底特律老虎

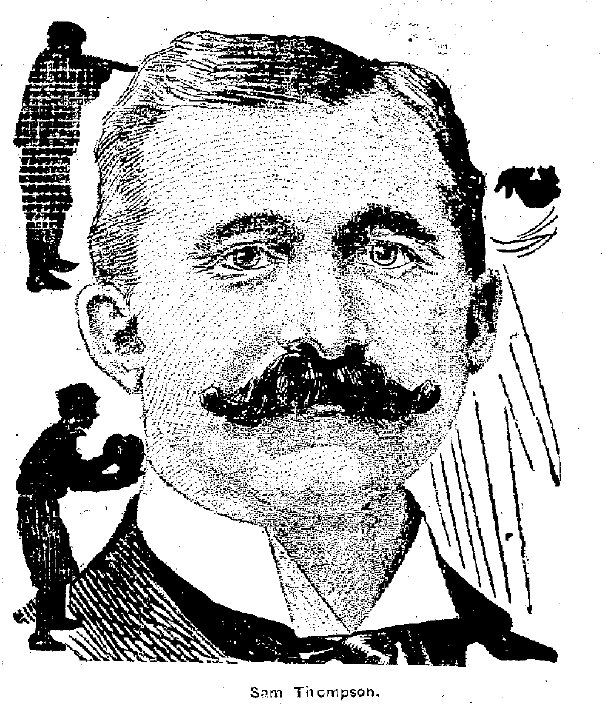
1908年的湯普森

1906年，46歲的湯普森宣布復出。當時球隊主力泰·柯布和Davy Jones都因傷缺陣，湯普森因此主動請纓。當時湯普森的回歸還吸引不少底特律的觀眾數，他在首場比賽甚至還打出2分打點的安打。他也在這年成為大聯盟史上最老敲出三壘安打的選手。當時底特律的運動記者Paul H. Bruske曾描述湯普森還能從外野直接長傳回球到本壘，認為他的表現甚至不輸給其他年輕球員。

## 生涯打擊成績
| 出賽次數 | 打席 | 打數 | 得分 | 安打 | 二安 | 三安 | 全壘打 | 打點 | 盜壘 | 保送 | 三振 | 打擊率 | 上壘率 | 長打率 | OPS  |
| -------- | ---- | ---- | ---- | ---- | ---- | ---- | ------ | ---- | ---- | ---- | ---- | ------ | ------ | ------ | ---- |
| 1410     | 6526 | 5998 | 1261 | 1988 | 343  | 161  | 126    | 1308 | 232  | 452  | 234  | .331   | .384   | .505   | .890 |

## 個人生活與晚年
湯普森於1888年結婚，但膝下無子。退休後，他成為一名房仲。一戰期間，他曾擔任過美國的副警長，也曾擔任過法院的宣讀員。他在底特律不僅聲名顯赫，人緣也極佳。
1922年，湯普森因心臟病發去世，享年62歲。而在湯普森的葬禮，許多人也到場悼念。最後他在1974年入選美國棒球名人堂。

## 外部連結
- 山姆·湯普森在美國職棒（英语）
- 山姆·湯普森在Baseball-Reference.com（大聯盟）（英语）
- 山姆·湯普森在Baseball-Reference.com（小聯盟以及海外聯盟）（英语）
- 山姆·湯普森在SABR（英语）
- 山姆·湯普森在ESPN（MLB）（英语）
- 山姆·湯普森在FanGraphs.com（英语）
- 山姆·湯普森在The Baseball Cube（英语）
- 山姆·湯普森在Baseball Hall of Fame（英语）
- 山姆·湯普森在台灣棒球維基館上的頁面（繁體中文）